# Kelley Wild
Kelley Wild ist eine Hard-Rock-Band aus Hildesheim.

## Geschichte
Die Gruppe besteht seit den 1980er Jahren und gewann 1991 den von Sat.1, Bild, VW und radio ffn gesponserten Wettbewerb „Niedersachsen Goes Rock“. Dort setzte sie sich gegen über 600 andere Bands durch. Ihr erstes Album veröffentlichte Kelley Wild 1991 unter dem Namen Looks Like Dynamite, welches von Rolf Kasparek produziert wurde. Im Jahre 1996 erschien das zweite Album namens Wild Family. Beide Alben brachten keinen großen kommerziellen Erfolg.
Die Band ist seitdem gelegentlich im Raum Hildesheim live zu sehen. Im November 2016 veröffentlichten sie ihr drittes Album Fuel For Your Soul. Mitglieder der Band sind Sänger und Lead-Gitarrist Carsten Bewig, Gitarrist Stephan Gehlhaar, Bassist Oliver Klauenberg und Schlagzeuger Stefan Möhle.

## Diskografie
- 1993: Looks Like Dynamite (Edel Musica Austria)
- 1996: Wild Family (Edel)
- 2016: Fuel For Your Soul (Phonector)